# Puerta del Río

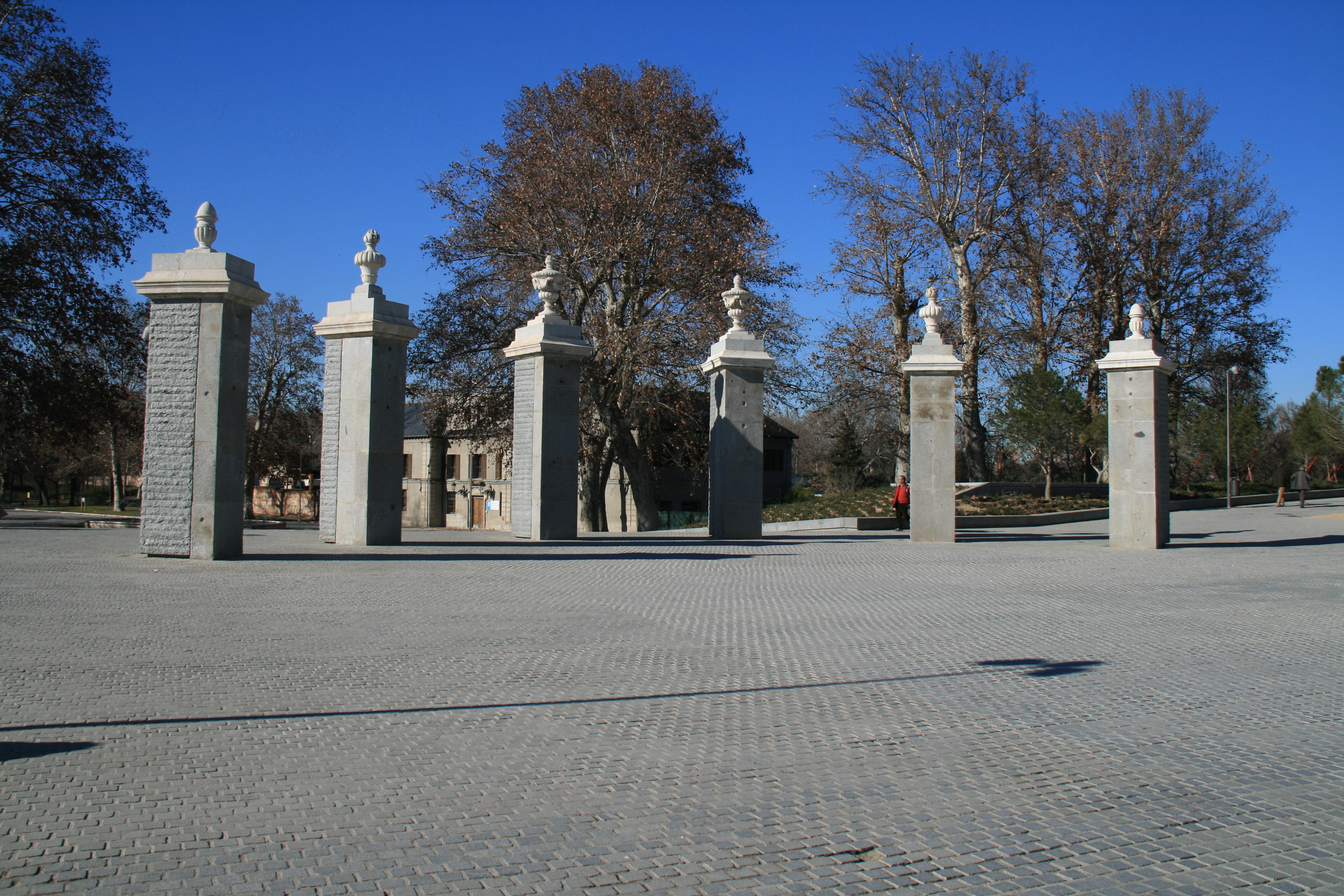
Puerta del Río, con sus seis pilastras y disposición actual a modo de exedra.

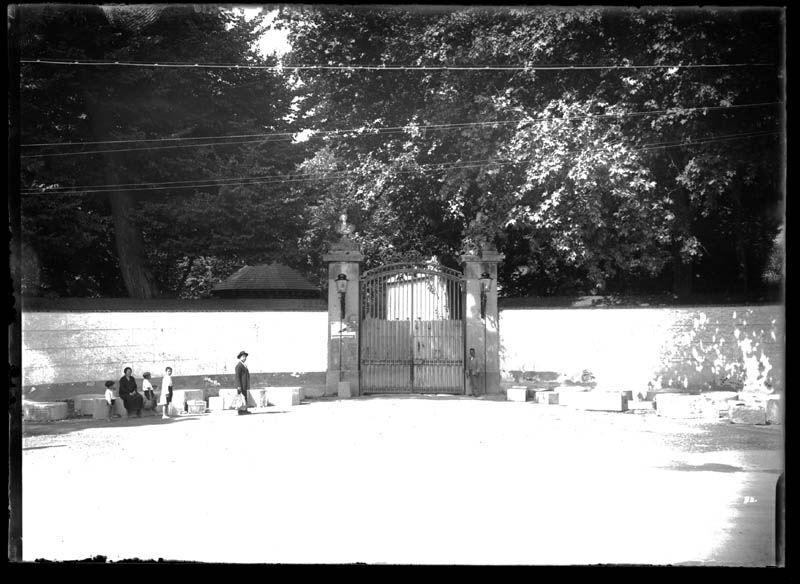
La Puerta del Río en 1931, antes de las obras de ensanche.

La Puerta del Río (denominada también la Puerta del Rey, Puerta Principal o Puerta del Norte) es una puerta que daba acceso a la Casa de Campo desde el Palacio Real. Anteriormente, fue una puerta con reja hasta la llegada de la Segunda República, cuando se le da aspecto monumental y resulta ampliada con dos nuevas cancelas, la puerta es denominada por entonces como Puerta de la República. En la actualidad vemos una restauración 'interpretada' y desplazada (más cercana al río) de su posición original con seis pilastras cuadradas en planta de semicírculo (a modo de exedra) incluida en el paisaje de Madrid Río y ubicadas justo en frente del puente del Rey. 

## Historia

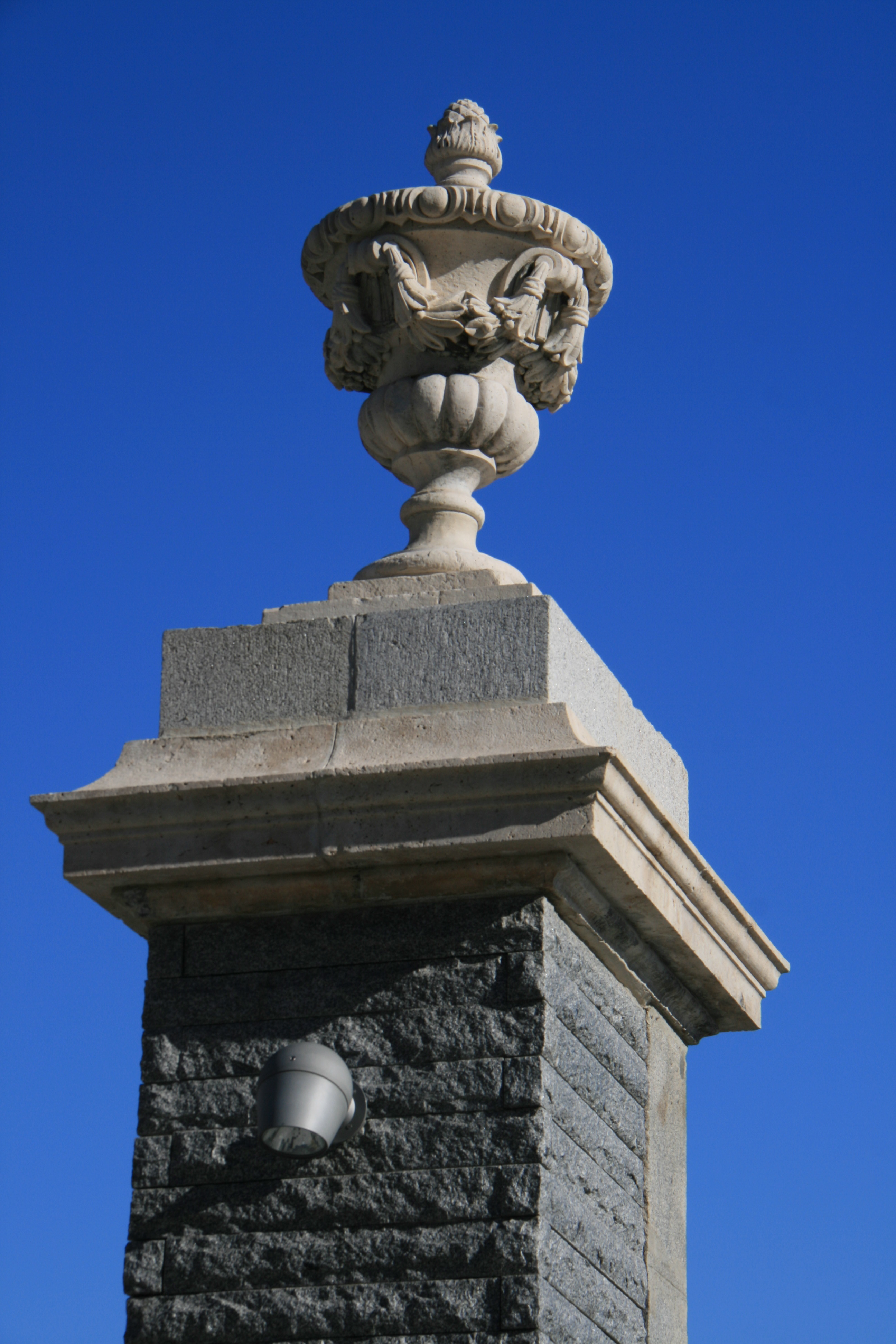
Ornamento original de la antigua puerta en la coronación de una de las modernas pilastra.

El rey Felipe II adquiere la Casa de los Vargas y los campos adyacentes que se convertirían en la Casa de Campo. La Casa se encuentra alejada del Alcázar al otro lado del río y para su acceso hace construir una pasarela. De esta forma el Alcázar y el nuevo palacete quedan accesibles. Con los años Carlos III pone cerca a algunas zonas de la Casa de Campo. Es posible que en esas fechas la puerta fuese una especie de verja, y su paso estaba cerrado al público. 
Su autoría no está documentada, pero todo indica que su construcción corresponde con la época de Fernando VI ya que en la puerta original aparecía su busto junto al de Bárbara de Braganza en las pilastras de granito de la puerta, esta identificación se la debemos a Aparisi Laporta. Aunque hay discrepancias respecto a que se trate de estos dos personajes. 
Sin apenas variaciones desde su construcción se mantiene igual hasta el año 1934, que con la proclamación de la II República 1931 y el nuevo estatus de la Casa de Campo, cedida al pueblo de Madrid a través de su Ayuntamiento. La puerta se queda pequeña para las necesidades de accesos masivos que se producen por parte de los madrileños. Se le encarga entonces una reforma al arquitecto Manuel Álvarez Naya, que proyecta la nueva puerta.
La solución de Álvarez Naya es añadir a la antigua puerta, dos nuevas a su izquierda vista desde el Puente del Rey. Entre las nuevas entradas se construyen dos garitas de ladrillo.
En el año 2009 como parte de la reforma de la Plaza Grande y debido al desnivel entre la puerta y unos respiraderos del soterramiento de la M-30, mal situados, se decide por parte del Ayuntamiento de Madrid desplazar la Puerta unos treinta metros hacia el Puente del Rey. Incomprensiblemente se montan sólo las seis pilastras que sustentaban las puertas en forma de arco, más pronunciado del que tuvo nunca y se le priva de la forja y otros elementos importantes como; alumbrado, caseta del guarda y las dos pilastras circulares que estuvieron en el Puente del Rey hasta 1934.

### La construcción del puente
La pasarela no se convierte en puente hasta que en el año 1816, por orden de Fernando VII se hace construir en granito el actual puente del Rey. Con anterioridad a esta fecha, en el año 1750, el ingeniero militar Francisco Nangle había propuesto un proyecto de puerta que facilitase el acceso al recinto por la margen derecha del río. El acceso estaba alineado con el túnel de Bonaparte que desde el Palacio Real (y del Campo del Moro) daba acceso directo a la Casa de Campo. Ambos proyectos, el túnel y la puerta fueron encargados por José Bonaparte al arquitecto Juan de Villanueva en 1810. En 1815 el arquitecto Isidro González Velázquez diseña el puente del rey con un paso muy estrecho para que pueda cruzar apenas unos carruajes. El eje viario de este puente apuntaba directamente a la puerta de la Casa de Campo, finalizando en la linde de su apertura.

### Apertura de la Casa de Campo
Al canalizarse el río Manzanares a comienzos del siglo XX el cauce del río se estrecha y queda alejado de la puerta. Se modifica la luz del puente, acortándolo. Este espacio se aprovecha para trazar un camino paralelo tangencial a la huerta de la Partida. En el mismo lugar de la vieja verja anterior, ya en el año 1934, justo cuando el Gobierno de la Segunda República abre la Casa de Campo a los madrileños convirtiéndolo en parque público de libre acceso, decide añadir unas cancelas. La entrega se había realizado años antes cuando el ministro de Hacienda, Indalecio Prieto, entrega el parque al Ayuntamiento de Madrid. El diseño de esta nueva puerta es obra del arquitecto Manuel Álvarez Naya, con la colaboración del Jardinero Mayor Cecilio Rodríguez. Los bustos de Fernando VI de España y de su segunda esposa Bárbara de Braganza que se encontraban tallados sobre las pilastras de la puerta fueron retirados y colocados en su lugar ornamentos de piedra diferentes dos a dos centrado por el escudo republicano. El diseño de la ampliación de la puerta se realiza a partir del diseño de Villanueva mediante el recurso de replicar dos veces para crear una entrada de mayor entidad con tres pasos entre los que se insertaban dos garitas de ladrillo. Las seis pilastras están engazadas con arcos de hierro. Las obras alcanzan igualmente al puente que se amplia cinco veces de anchura. 
El acceso fue importante durante la Guerra Civil por ser lugar de paso de la línea de abastecimiento de munición y personal durante la defensa de Madrid, sobre todo en el transcurso de la batalla de la Ciudad Universitaria. Este suceso hace que la puerta queda dañada debido a estar inmersa en el frente de batalla. En el periodo de postguerra se repara. En el año 1948 el puente y puerta sufren nuevos cambios. El río se encauza con una nueva canalización de piedra que suprime la isla existente aguas arriba. La verja que rodea la Casa de Campo por esta zona se retranquea. En la remodelación desaparece la glorieta de acceso, esto proporciona espacio al colindante Paseo de Portugal.

### Madrid Río
En el siglo XX la construcción en las cercanías de la autovía de circunvalación de la M-30 logra desvincular la Casa de Campo con el Palacio Real desde un punto de vista urbanístico. La puerta desembocaba en las lindes de la M-30 y esto suponía que su anterior protagonismo quedase relegado a un segundo plano. Al comenzar las obras de soterramiento de la M-30, y las obras en 2007 de la segunda fase de Madrid Río el eje viario vuelve a tener la función histórica con la que diseñó Villanueva desde sus inicios. El problema era resolver el desalineamiento existente entre el Campo del Moro, puente y la posición de la puerta.
En la remodelación realizada tras el espacio que deja soterramiento de la M-30, se desmontan los componentes de la puerta y se eliminan las garitas que había en los laterales. El emplazamiento de la puerta no se movió nunca desde 1810 hasta que en marzo de 2009 su recubrimiento de piedra fue desmontado y su estructura de ladrillo destruida. Se colocan seis pilonos equiespaciados con planta semicircular (a modo de exedra) y se desplaza el conjunto de su anterior situación.